# Distrito de Totos
El Distrito de Totos es uno de los seis distritos de la Provincia de Cangallo, ubicada en el Departamento de Ayacucho, perteneciente a la Región Ayacucho, en el Perú.

## Historia
El Distrito de Totos, está ubicado a 3287 msnm. Con una temperatura de 17C° con una población aproximada 4004 habitantes, es uno del primeros Distritos de la Provincia de Cangallo, Departamento de Ayacucho.
El origen del nombre de Totos cuenta con dos hipótesis: La primera versión, tradicionalista, señala que provendría de una voz quechua “Tutura” (Totora), que designa a una planta que crece en los terrenos pantanosos. La segunda versión, sostenida por los intelectuales, relata que el nombre procedería del nombre de un ave nocturna llamado “tuctus” o “tuku” (búho) que abundaba por la zona.
Totos fue fundada por los viajeros de Pacaycasa, quienes por motivos comerciales, en su travesía a Ica y a Huancavelica, se detenían obligatoriamente en el lugar para alimentar a sus animales con la totora que abundaba en esta zona; con el tiempo construyeron algunas chozas para el descanso de paso. Posteriormente cuando las chozas se multiplicaron y los comerciantes pacaycasinos se asentaron allí entre totorales nació la aldea de Totos.
En el periodo prehispánico Totos fue ocupado y poblado por los Wari desde el año 500 hasta el año 1000 después de Cristo aproximadamente. Los Waris en la zona desarrollaron una alta agricultura como actividad principal; prueba de ello quedaron los canales subterráneos de riego. Uno de estos atraviesa los subsuelos de los poblados de Pucara, Aeropampa, Cruzpata, Niñourqu y llega hasta Santa Clara (Lloqllasqa), que queda en las orillas del río Pampas. 
La desintegración de la cultura Wari dio paso al surgimiento de la civilización Chanca, cerca del lago de Choclococha (Huancavelica). Esta cultura, en su afán de expandir su dominio territorial, siguió las orillas del río Pampas, llegando así al actual territorio de Totos, asentando en las zonas altas y estratégicas de Quinwaurqu, Torrechayocc, Ayaurqu y otros. 
La valerosa María Parado de Bellido nació el año 1777 en Totospampa, exactamente en el lugar llamado Palacio. Sus padres fueron Don Fernando Parado y Doña Jacinta Jayo, quienes se habían trasladado allí para pasar una temporada y al mismo tiempo ver sus propiedades. María fue bautizada en la Parroquia de la Doctrina de Totos. Su partida de bautizo se conservó en el lugar hasta los años de 1936 – 1939, siendo posteriormente sustraído por manos extrañas del archivo parroquial de Totos. 
María Parado participó activamente al lado de su esposo Mariano Bellido al proceso de Independencia siendo fusilada en 1822 por los españoles en Huamanga.
El Distrito de Totos fue creado por el Libertador Simón Bolívar, el 12 de febrero de 1825 y ratificado el 3 de mayo de 1955, mediante Ley N° 12301.

## Geografía física

### Clima
El clima es templado y seco, con época lluviosa de diciembre a marzo. La temperatura diurna promedio es de 15 grados centígrados. La Cordillera de los Andes es el factor determinante de las características climáticas. Las temperaturas y la humedad disminuyen a medida que aumenta la altura. Hacia los cuatro mil metros sobre el nivel del mar se extienden las punas, con bajas temperaturas que descienden aún más durante la noche. En los mese de junio, julio y agosto la temperaturas bajan hasta los -3º bajo cero, haciendo del distrito de Totos un lugar frío, donde caen las heladas.

### Relieve
El territorio es semi-accidentado en las partes de la cuenca. En las punas o altas mesetas Y el relieve presenta pampas onduladas. Al norte domina las punas. La erosión producida por los ríos y quebradas que drenan el territorio ha originado multitud de valles con quebradas secas que sólo llevan agua en época de lluvia. Además, las cárcavas excavadas en suelos arcillosos son producidas por la deforestación de cuencas.

### Hidrografía
Esta región cuenta con la presencia de pocos ríos grandes. Los principales ríos que discurren sobre el territorio de la región local Y forman parte del sistema hidrográfico del río Pampas y pertenecen a las cuencas de los ríos Pampas, Sanqa Huaycco, Pallja, Lairicocha, Qarpaqasa y Chacahuayjo, destacando a la vertiente atlántica, pero la gente les gusta pelear por el uso de las aguas, que usan para el riego de alfalfares y para sus vacas, dejando de lado el cultivo de productos andinos, y solo hacen consume de productos que se importan de la costa como; fideos, arroz, harina, y generando una mala alimentación en sus pobladores.

## Población

### Centros poblados
- Urbanos 
  - Totos, con 703 hab.
  - Veracruz, con 750 hab.
  - Lloqllasqa (Nuevo Cangallo), con 694 hab.
  - Ato, con 474 hab.
  - Chacabamba, con 245 hab.
  - Chuymay, con 750 hab.
  - Quiñasi, con 450 hab.
  - Huanupampa, con 350 hab.

### Comunidades campesinas
.   Veracruz 
.    Chacabamba 
.   Chuymay 
.    Quiñasi 
.    Totospampa 
.    Lloqllasqa 
.   Ato 
- Huanupampa
- Ayuta
- Pincos
- Totos

## Autoridades

### Municipales
- 2023 - 2026 [1]
  - Alcalde: Dr. Wilson Retamozo Gálvez
  - Regidores:

  1. Constantino Vilca Uturi
  2. Gregoria López Surco
  3. Marcial Tanta Vilca
  4. Eugenia Tame Cáceres
  5. Felber Chanco Vilca

## Festividades
- febrero: carnavales.
- 4 de octubre: fiesta patronal en honor a san Francisco de Asís.